# Volo Skywest Airlines 1834
Il 15 gennaio 1987, alle 12:52 ora locale, il volo SkyWest Airlines 1834, un Swearingen SA-226TC (METRO II), entrò in collisione con un Mooney M20 vicino a Kearns, nello Utah. I due piloti e i sei passeggeri a bordo del Metro II e i due piloti a bordo del Mooney persero la vita. Gli investigatori dell'NTSB incolparono principalmente i piloti dell'aereo più piccolo per aver vagato in uno spazio aereo ristretto, ma un giudice in seguito assegnò il 51% della responsabilità ai controllori del traffico aereo della FAA.

## La collisione
L'aereo della SkyWest Airlines, in ritardo di 30 minuti, era in fase di avvicinamento alla pista 34 dell'aeroporto internazionale di Salt Lake City. Il Mooney M20 era decollato dall'aeroporto regionale di South Valley con a bordo un istruttore di volo e il suo allievo.
Il controllore del traffico aereo di turno quel giorno non riuscì a riconoscere il pericolo quando i piloti del Mooney entrarono in uno spazio aereo interdetto ai velivoli leggeri. Il controllore non si accorse del piccolo aereo sul radar, ordinando ai piloti della SkyWest di virare. Compiendo quella virata, il Metro II si scontrò con il Mooney.
I testimoni al di sotto della collisione sentirono una "grande esplosione" e poi "pezzi che volavano ovunque". La sezione principale del Metro II slittò attraverso una rete metallica, fermandosi nel mezzo di una strada suburbana. I relitti si sparsero lungo un'area di un miglio quadrato, con ciò che era rimasto delle vittime appeso agli alberi. Le autorità dovettero aprire un obitorio temporaneo in una chiesa vicina mentre recuperavano i corpi.

## Le indagini
L'indagine dell'NTSB puntò il dito contro il pilota istruttore del Mooney M20 per essersi smarrito nell'area controllata dal radar dell'aeroporto di Salt Lake City. L'inchiesta criticò anche la mancanza di un transponder Mode-C e le limitazioni del sistema anti-collisione del controllo del traffico aereo.
In seguito, tuttavia, un giudice federale stabilì che i controllori del traffico aereo della FAA erano responsabili al 51% dell'incidente e che i piloti del Mooney lo erano al 49%.